# Hoppersheide
Hoppersheide ist ein Ortsteil im Stadtteil Katterbach und im Stadtteil Schildgen in Bergisch Gladbach.

## Geschichte
Der Name Hoppersheide ist für die Frühe Neuzeit belegt und wird vermutlich während der hochmittelalterlichen Rodungsphase entstanden sein. 1647 wurde die Gegend als Hopperscheid erwähnt. Daraus ergibt sich, dass es hier eine Grenze vielleicht in Form eines Bergriedels gab, die später ihre Bedeutung verloren hat, wodurch hier ein bewaldeter Hügel entstand. Die amtliche Straßenbezeichnung Hoppersheider Weg wurde 1906 als Provinzialstraße entsprechend ihrem Zielort Hoppersheide manifestiert.
Die Topographia Ducatus Montani des Erich Philipp Ploennies, Blatt Amt Porz, belegt, dass der Wohnplatz 1715 als ein Hof kategorisiert wurde und mit Hopperscheid bezeichnet wurde.
Carl Friedrich von Wiebeking benennt die Hofschaft auf seiner Charte des Herzogthums Berg 1789 als Hoppenscheid. Aus ihr geht hervor, dass Hoppersheide zu dieser Zeit Teil der Honschaft Paffrath war.
Unter der französischen Verwaltung zwischen 1806 und 1813 wurde das Amt Porz aufgelöst, und Hoppersheide wurde politisch der Mairie Gladbach im Kanton Bensberg zugeordnet. 1816 wandelten die Preußen die Mairie zur Bürgermeisterei Gladbach im Kreis Mülheim am Rhein. Mit der Rheinischen Städteordnung wurde Gladbach 1856 Stadt, die dann 1863 den Zusatz Bergisch bekam.
Der Ort ist auf der Topographischen Aufnahme der Rheinlande von 1824 und auf der Preußischen Uraufnahme von 1840 als Hopperscheid  verzeichnet. Ab der Preußischen Neuaufnahme von 1892 ist er auf Messtischblättern regelmäßig als Hoppersheide verzeichnet.
| Jahr | Einwohner | Wohn- gebäude | Kategorie |
| ---- | --------- | ------------- | --------- |
| 1871 | 67        | 8             | Hofstelle |
| 1885 | 73        | 14            | Wohnplatz |
| 1895 | 79        | 15            | Wohnplatz |
| 1905 | 77        | 16            | Wohnplatz |

Hoppersheide war Teil der Pfarrgemeinde und der politischen Gemeinde Paffrath.

## Etymologie
Das Bestimmungswort Hopper bzw. Hoppen wird in Flurnamen häufig als Hopfen gedeutet. Das lässt meistens eine Auslegung als Hinweis auf eine Hopfenbepflanzung zu. Hier dürfte das allerdings nicht zutreffen. Vielmehr gibt es Belege von 1653 als Oppersheid und 1663 als Obersheid, die den Schluss zulassen, dass Hoppersheide volksetymologisch aus oberer Scheid bzw. obere Heide entstanden ist. Es könnte sich hier folglich um einen oberen Grenzwald gehandelt haben.